# Stor-Hallarsjön
Stor-Hallarsjön är en sjö i Härjedalens kommun i Härjedalen och ingår i Ljusnans huvudavrinningsområde. Sjön har en area på 0,489 kvadratkilometer och ligger 486,1 meter över havet. Sjön avvattnas av vattendraget Storvasslan.

## Delavrinningsområde
Stor-Hallarsjön ingår i det delavrinningsområde (686565-140660) som SMHI kallar för Utloppet av Stor-Hallarsjön. Medelhöjden är 493 meter över havet och ytan är 1,8 kvadratkilometer. Räknas de 6 avrinningsområdena uppströms in blir den ackumulerade arean 46,58 kvadratkilometer. Storvasslan som avvattnar avrinningsområdet har biflödesordning 4, vilket innebär att vattnet flödar genom totalt 4 vattendrag innan det når havet efter 288 kilometer. Avrinningsområdet består mestadels av skog (56 procent) och sankmarker (17 procent). Avrinningsområdet har 0,48 kvadratkilometer vattenytor vilket ger det en sjöprocent på 26,8 procent.